# 351e division (Vietnam)
La 351e division de génie-artillerie vietnamienne, ou Sư đoàn 351 en vietnamien, est une unité militaire créée pendant la guerre d'Indochine par les forces vietminh pour lutter contre les troupes de l'Union française. L'unité fut officiellement créée le 27 mars 1951. Il s'agit de la première division lourde vietminh créée.

## Chefs de corps
- Général Dao Van Truong (commandant en chef par intérim)
- Pham Ngoc Mau (Commissaire politique)

## Organisation
La division est formée de deux régiments (Trung đoàn) d'artillerie et un régiment du génie 
- 675e régiment d'artillerie de montagne de 75 mm
- 45e régiment d'obusiers de 105 mm
- 151e régiment du génie

## Sources et bibliographies
- Général Võ Nguyên Giáp, Mémoires 1946-1954 : Tome 1 à 3, Anako, 2003.
- Eric Deroo et Christophe Dutrône, Le Viêt-Minh, Les Indes savantes, 2008.  (ISBN 978-2-84654-145-9).